# Razzie Awards 2016
La 37ª edizione dei Razzie Awards si è svolta il 25 febbraio 2017 per premiare i film ritenuti peggiori dell'anno 2016. Le pre-candidature sono state annunciate ad inizio gennaio 2017, mentre le candidature ufficiali sono state annunciate il 23 gennaio 2017.

## Vincitori e candidati
Vengono di seguito indicati i candidati ed i vincitori in grassetto. Ove ricorrente e disponibile, viene indicato il titolo in lingua italiana e quello in lingua originale tra parentesi.

### Peggior film
- Hillary's America: The Secret History of the Democratic Party, regia di Dinesh D'Souza e Bruce Schooley
- Batman v Superman: Dawn of Justice, regia di Zack Snyder
- Nonno scatenato (Dirty Grandpa), regia di Dan Mazer
- Gods of Egypt, regia di Alex Proyas
- Independence Day - Rigenerazione (Independence Day: Resurgence), regia di Roland Emmerich
- Zoolander 2, regia di Ben Stiller

### Peggior attore
- Dinesh D'Souza - Hillary's America: The Secret History of the Democratic Party
- Ben Affleck - Batman v Superman: Dawn of Justice
- Gerard Butler - Gods of Egypt e Attacco al potere 2 (London Has Fallen)
- Henry Cavill - Batman v Superman: Dawn of Justice
- Robert De Niro - Nonno scatenato (Dirty Grandpa)
- Ben Stiller - Zoolander 2

### Peggior attrice
- Becky Turner - Hillary's America: The Secret History of the Democratic Party
- Megan Fox - Tartarughe Ninja - Fuori dall'ombra (Teenage Mutant Ninja Turtles: Out of the Shadows)
- Tyler Perry - Boo! A Madea Halloween
- Julia Roberts - Mother's Day
- Naomi Watts - The Divergent Series: Allegiant e Shut In
- Shailene Woodley - The Divergent Series: Allegiant

### Peggior attore non protagonista
- Jesse Eisenberg - Batman v Superman: Dawn of Justice
- Nicolas Cage - Snowden
- Johnny Depp - Alice attraverso lo specchio (Alice Through the Looking Glass)
- Will Ferrell - Zoolander 2
- Jared Leto - Suicide Squad
- Owen Wilson - Zoolander 2

### Peggior attrice non protagonista
- Kristen Wiig - Zoolander 2
- Julianne Hough - Nonno scatenato (Dirty Grandpa)
- Kate Hudson - Mother's Day
- Aubrey Plaza - Nonno scatenato (Dirty Grandpa)
- Jane Seymour - Cinquanta sbavature di nero (Fifty Shades of Black)
- Sela Ward - Independence Day - Rigenerazione (Independence Day: Resurgence)

### Peggior coppia
- Ben Affleck e Henry Cavill - Batman v Superman: Dawn of Justice
- Qualsiasi coppia formata da dei egizi o mortali - Gods of Egypt
- Johnny Depp ed il suo vomitoso vibrante costume - Alice attraverso lo specchio (Alice Through the Looking Glass)
- L'intero cast di attori una volta rispettati - Collateral Beauty
- Tyler Perry e la solita vecchia parrucca usurata - Boo! A Madea Halloween
- Ben Stiller e Owen Wilson - Zoolander 2

### Peggior regista
- Dinesh D'Souza e Bruce Schooley - Hillary's America: The Secret History of the Democratic Party
- Roland Emmerich - Independence Day - Rigenerazione (Independence Day: Resurgence)
- Tyler Perry - Boo! A Madea Halloween
- Alex Proyas - Gods of Egypt
- Zack Snyder - Batman v Superman: Dawn of Justice
- Ben Stiller - Zoolander 2

### Peggior prequel, remake, rip-off o sequel
- Batman v Superman: Dawn of Justice, regia di Zack Snyder
- Alice attraverso lo specchio (Alice Through the Looking Glass), regia di James Bobin
- Cinquanta sbavature di nero (Fifty Shades of Black), regia di Michael Tiddes
- Independence Day - Rigenerazione (Independence Day: Resurgence), regia di Roland Emmerich
- Tartarughe Ninja - Fuori dall'ombra (Teenage Mutant Ninja Turtles: Out of the Shadows), regia di Dave Green
- Zoolander 2, regia di Ben Stiller

### Peggior sceneggiatura
- Batman v Superman: Dawn of Justice - sceneggiatura di Chris Terrio e David S. Goyer, basata sui personaggi DC Comics
- Nonno scatenato (Dirty Grandpa) - sceneggiatura di John M. Phillips
- Gods of Egypt - scritto da Matt Sazama e Burk Sharpless
- Hillary's America: The Secret History of the Democratic Party - scritto da Dinesh D'Souza e Bruce Schooley
- Independence Day - Rigenerazione (Independence Day: Resurgence) - sceneggiatura di Dean Devlin, Roland Emmerich, James Vanderbilt, James A. Woods e Nicolas Wright
- Suicide Squad - scritto da David Ayer, basato sui personaggi creati da John Ostrander, Len Wein e John Byrne

### Razzie Redeemer Award
- Mel Gibson, per il grande talento mostrato in La battaglia di Hacksaw Ridge (Hacksaw Ridge)

### Barry L. Bumstead Award
- Conspiracy - La cospirazione (Misconduct), regia di Shintaro Shimosawa